# Lol (rijeka)
Lol (ili Loll), je potok u sjevernom Južnom Sudanu, pritok Bahr al-Araba, lokalno poznat kao rijeka Kiir.

## Tok rijeke
Lol nastaje sutokom rijeka Chel ili Kuru i Magadhik, zapadno od Nyamlella u Sjevernom Bahr el Ghazalu. Teče na istok, prolazeći pored Aweila na jugu, a istočno od Akuna u državi Warrap prima pritok Pongo. Ulazi u državu Unity neposredno prije nego što skreće na sjever kako bi se pridružio Bahr el-Arabu. Susreće se s većom rijekom južno od spornog područja Abyei i otprilike 100 kilometara zapadno od Bentiua.

## Vanjske poveznice
- Rijeka Lol
- Lol River